# Culina Nouă, Bârzula
Culina Nouă (în ucraineană Нова Кульна, transliterat: Nova Kulna) este un sat în comuna Cuialnic din raionul Bârzula, regiunea Odesa, Ucraina.

## Demografie
Componența lingvistică a localității Culina Nouă
     Ucraineană (71,76%)
     Română (23,15%)
     Rusă (4,63%)
Conform recensământului din 2001, majoritatea populației localității Culina Nouă era vorbitoare de ucraineană (71,76%), existând în minoritate și vorbitori de română (23,15%) și rusă (4,63%).

## Vezi și
- Românii de la est de Nistru